# Championnat de Belgique de football de quatrième division 1952-1953
Navigation
saison suivante
Le Championnat de Belgique de football D4 1952-1953 est la première édition du championnat de Promotion belge en tant que quatrième niveau national.
Soixante-quatre clubs sont les fondateurs de cette nouvelle « Promotion » : 2 qui descendent depuis l'ancienne Division 1 (D2), 42 qui ont été relégués de l'ancienne ancienne Promotion (D3) et enfin 20 qui sont promus depuis les séries provinciales. Parmi ces montants, quatre clubs évoluent pour la toute première fois dans les séries nationales du football belge.

## Clubs participants
Soixante-quatre clubs prennent part à cette compétition qui connaît donc sa première édition, à la suite de la grande réforme appliquée par l'URBSFA à la fin de la saison précédente. Ceux dont le matricule est mis en gras existent toujours en 2013.

### Série A

#### Localisations Série A
| \| Anvers: · Cappellen FC KM · K. RC Borgerhout · K. SK Hoboken · FC Germinal Ekeren Anvers FC Roeselare SK Roeselare Courtrai Waregem Mouscron Wevelgem Eeklo St-Nicolas Lokeren Meulestede Audenarde Grammont \| Localisation des clubs engagés en Promotion A 1952-1953 |
| Anvers: · Cappellen FC KM · K. RC Borgerhout · K. SK Hoboken · FC Germinal Ekeren Anvers FC Roeselare SK Roeselare Courtrai Waregem Mouscron Wevelgem Eeklo St-Nicolas Lokeren Meulestede Audenarde Grammont                                                               |

#### Participants Série A
| #  | Nom                                              | Mat. | Ville              | Stade            | Province            | En Prom. depuis | Total en Prom. | S. précédente                    |
| -- | ------------------------------------------------ | ---- | ------------------ | ---------------- | ------------------- | --------------- | -------------- | -------------------------------- |
| 1  | Koninklijke Racing Club Borgerhout               | 84   | Borgerhout         | ??               | Anvers              | 1952-1953 (1re) | 1re            | 14e Prom. (D3)-Série C           |
| 2  | Cappellen Football Club Koninklijke Maatschappij | 43   | Kapellen           | ??               | Anvers              | 1952-1953 (1re) | 1re            | 15e Prom. (D3)-Série C           |
| 3  | Koninklijke Football Club Eeklo                  | 231  | Eeklo              | ??               | Flandre-Orientale   | 1952-1953 (1re) | 1re            | Séries prov. Flandre-Orientale   |
| 4  | Football Club Germinal Ekeren                    | 3530 | Ekeren             | Veltwijckpark    | Anvers              | 1952-1953 (1re) | 1re            | Séries prov. Anvers              |
| 5  | Koninklijke Sportkring Geraardsbergen            | 290  | Grammont           | ??               | Flandre-Orientale   | 1952-1953 (1re) | 1re            | 9e Prom. (D3)-Série B            |
| 6  | Koninklijke Sportkring Hoboken                   | 285  | Hoboken            | ??               | Anvers              | 1952-1953 (1re) | 1re            | 11e Prom. (D3)-Série C           |
| 7  | Koninklijke Stade Kortrijk                       | 161  | Courtrai           | ??               | Flandre-Occidentale | 1952-1953 (1re) | 1re            | 12e Prom. (D3)-Série B           |
| 8  | Koninklijke Racing Club Lokeren                  | 282  | Lokeren            | ??               | Flandre-Orientale   | 1952-1953 (1re) | 1re            | Séries prov. Flandre-Orientale   |
| 9  | Football & Athletic Club Meulestede              | 432  | Meulestede         | ??               | Flandre-Orientale   | 1952-1953 (1re) | 1re            | 7e Prom. (D3)-Série B            |
| 10 | Royal Stade Mouscronnois                         | 508  | Mouscron           | ??               | Flandre-Occidentale | 1952-1953 (1re) | 1re            | 13e Prom. (D3)-Série B           |
| 11 | Koninklijke Sportvereniging Oudenaarde           | 81   | Audenarde          | ??               | Flandre-Orientale   | 1952-1953 (1re) | 1re            | 6e Prom. (D3)-Série B            |
| 12 | Koninklijke Football Club Roeselare              | 286  | Roulers            | Rodenbachstadion | Flandre-Occidentale | 1952-1953 (1re) | 1re            | 10e Prom. (D3)-Série B           |
| 13 | Koninklijke Sportkring Roeselare                 | 134  | Roulers            | 't Motje         | Flandre-Occidentale | 1952-1953 (1re) | 1re            | Séries prov. Flandre-Occidentale |
| 14 | Royal Excelsior Athletic Club Sint-Niklaas       | 239  | Saint-Nicolas/Waas | ??               | Flandre-Orientale   | 1952-1953 (1re) | 1re            | 14e Prom. (D3)-Série B           |
| 15 | Sportvereniging Waregem                          | 4451 | Waregem            | Gaverbeek        | Flandre-Occidentale | 1952-1953 (1re) | 1re            | 8e Prom. (D3)-Série B            |
| 16 | Football Club Sportvereniging Wevelgem           | 2997 | Wevelgem           | ??               | Flandre-Occidentale | 1952-1953 (1re) | 1re            | Séries prov. Flandre-Occidentale |

#### Localisation des clubs anversois
Les 6 clubs anversois de la « série C » sont:
(5) K. OLSE Merksem SC
(8) SK Hoboken
 (6) FC Germinal Ekeren
(16) Cappellen FC KM
(??) K. RC Borgerhout

### Série B
| #  | Nom                                              | Mat. | Ville     | Stade          | Province   | En Prom. depuis    | Total en Prom. | S. précédente          |
| -- | ------------------------------------------------ | ---- | --------- | -------------- | ---------- | ------------------ | -------------- | ---------------------- |
| 1  | Royal Football Club Bressoux                     | 23   | Bressoux  | ??             | Liège      | D2 1952-1953 (1re) | 1 saison       | 16e Division 1-Série B |
| 2  | Royal Léopold Club de Bruxelles                  | 5    | Uccle     | Parc Brugmann  | Brabant    | 1952-1953 (1re)    | 1 saison       | 12e Prom. (D3)-Série A |
| 3  | Royal Fléron Football Club                       | 33   | Fléron    | ??             | Liège      | 1952-1953 (1re)    | 1 saison       | 9e Prom. (D3)-Série D  |
| 4  | Royal Cercle Sportif La Forestoise               | 51   | Forest    | stade communal | Brabant    | 1952-1953 (1re)    | 1 saison       | 7e Prom. (D3)-Série A  |
| 5  | Royal Crossing Football Club Ganshoren           | 55   | Ganshoren | ??             | Brabant    | 1952-1953 (1re)    | 1 saison       | 6e Prom. (D3)-Série A  |
| 6  | Royale Union Hutoise Football Club               | 76   | Huy       | ??             | Liège      | 1952-1953 (1re)    | 1 saison       | 8e Prom. (D3)-Série C  |
| 7  | Royal Cercle Sportif Saint-Josse                 | 83   | St-Josse  | ??             | Brabant    | 1952-1953 (1re)    | 1 saison       | 11e Prom. (D3)-Série B |
| 8  | Royale Jeunesse Arlonaise                        | 143  | Arlon     | Beau Site      | Luxembourg | 1952-1953 (1re)    | 1 saison       | 8e Prom. (D3)-Série A  |
| 9  | Royal Cercle Sportif Florennois                  | 268  | Florennes | ??             | Namur      | 1952-1953 (1re)    | 1 saison       | 15e Prom. (D3)-Série A |
| 10 | Entente Sportive Jamboise                        | 1579 | Jambes    | ??             | Namur      | 1952-1953 (1re)    | 1 saison       | 13e Prom. (D3)-Série A |
| 11 | Cercle Sportif Libramontois                      | 1590 | Libramont | ??             | Luxembourg | 1952-1953 (1re)    | 1 saison       | 9e Prom. (D3)-Série A  |
| 12 | Royal Ham Football Club                          | 149  | Ham-s-S.  | ??             | Namur      | 1952-1953 (1re)    | 1 saison       | Séries inf. Namur      |
| 13 | Royal Football Club Jeunesse Sportive Athusienne | 254  | Athus     | ??             | Luxembourg | 1952-1953 (1re)    | 1 saison       | Séries inf. Luxembourg |
| 14 | Royal Sporting Club Union Progrès Jette          | 474  | Jette     | ??             | Brabant    | 1952-1953 (1re)    | 1 saison       | Séries inf. Brabant    |
| 15 | Entente Bertrigeoise                             | 4267 | Bertrix   | ??             | Luxembourg | 1952-1953 (1re)    | 1 saison       | Séries inf. Luxembourg |
| 16 | Union Basse-Sambre Auvelais                      | 4290 | Auvelais  | ??             | Namur      | 1952-1953 (1re)    | 1 saison       | Séries inf. Namur      |

### Localisations Série B
| \| Bruxelles: · R. CS La Forestoise · R. Crossing FC Ganshoren · R. Léopold CB · R. CS St-Josse · R. SCUP Jette Bruxelles Bressoux Fléron Huy Jambes Ham Auvelais Florennois Bertrix Libramont Arlon Athus \| Localisation des clubs engagés en Promotion B 1952-1953 |
| Bruxelles: · R. CS La Forestoise · R. Crossing FC Ganshoren · R. Léopold CB · R. CS St-Josse · R. SCUP Jette Bruxelles Bressoux Fléron Huy Jambes Ham Auvelais Florennois Bertrix Libramont Arlon Athus                                                               |

#### Localisation des clubs bruxellois
les 5 cercles bruxellois sont :
(2) R. SCUP Jette
(3) R. Crossing FC Ganshoren
(8) R. CS La Forestoise
(13)R. CS St-Josse
(23) R. Léopold CB

### Série C
| #  | Nom                                          | Mat. | Ville     | Stade             | Province | En Prom. depuis | Total en Prom. | S. précédente          |
| -- | -------------------------------------------- | ---- | --------- | ----------------- | -------- | --------------- | -------------- | ---------------------- |
| 1  | Royal Excelsior Football Club Hasselt        | 37   | Hasselt   | Stedelijkestadion | Limbourg | 1952-1953 (1re) | 1 saison       | 8e Prom. (D3)-Série D  |
| 2  | Royal Football Club Union Wandre             | 74   | Wandre    | ??                | Liège    | 1952-1953 (1re) | 1 saison       | 11e Prom. (D3)-Série D |
| 3  | Racing Football Club Montegnée               | 77   | Montegnée | ??                | Liège    | 1952-1953 (1re) | 1 saison       | 7e Prom. (D3)-Série C  |
| 4  | Royal Racing Club Vottem                     | 279  | Vottem    | ??                | Liège    | 1952-1953 (1re) | 1 saison       | 13e Prom. (D3)-Série C |
| 5  | Koninklijke Voetbalvereniging Vigor Beringen | 330  | Beringen  | ??                | Limbourg | 1952-1953 (1re) | 1 saison       | 12e Prom. (D3)-Série D |
| 6  | Koninklijke Aarschot Sport                   | 441  | Aarschot  | ??                | Brabant  | 1952-1953 (1re) | 1 saison       | 12e Prom. (D3)-Série C |
| 7  | Koninklijke Wezel Sport                      | 844  | Mol       | ??                | Anvers   | 1952-1953 (1re) | 1 saison       | 15e Prom. (D3)-Série D |
| 8  | Football Club Verbroedering Arendonk         | 915  | Arendonk  | ??                | Anvers   | 1952-1953 (1re) | 1 saison       | 10e Prom. (D3)-Série D |
| 9  | Football Club Nijlen                         | 1065 | Nijlen    | ??                | Anvers   | 1952-1953 (1re) | 1 saison       | 14e Prom. (D3)-Série D |
| 10 | Football Club Melen-Micheroux                | 1249 | Melen     | ??                | Liège    | 1952-1953 (1re) | 1 saison       | 7e Prom. (D3)-Série D  |
| 11 | Lommelse Sportkring                          | 1986 | Lommel    | ??                | Limbourg | 1952-1953 (1re) | 1 saison       | 13e Prom. (D3)-Série D |
| 12 | Voetbalvereniging Vosselaar                  | 2391 | Vosselaar | ??                | Anvers   | 1952-1953 (1re) | 1 saison       | 6e Prom. (D3)-Série D  |
| 13 | Skill Racing Union Verviers                  | 34   | Verviers  | de Bielmont       | Liège    | 1952-1953 (1re) | 1 saison       | Séries inf. Liège      |
| 14 | Royal Spa Football Club                      | 60   | Spa       | ??                | Liège    | 1952-1953 (1re) | 1 saison       | Séries inf. Liège      |
| 15 | Football Club Eendracht Houthalen            | 2402 | Houthalen | ??                | Limbourg | 1952-1953 (1re) | 1 saison       | Séries inf. Limbourg   |
| 16 | Football Club Esperanza Neerpelt             | 2529 | Neerpelt  | ??                | Limbourg | 1952-1953 (1re) | 1 saison       | Séries inf. Limbourg   |

### Localisations Série C
| \| Nijlen Vosselaar Arendonk Wezel Neerpelt Beringen Houthalen Hasselt Lommel Aarschot Montegnée Vottem Wandre Melen Verviers Spa \| Localisation des clubs engagés en Promotion C 1952-1953 |
| Nijlen Vosselaar Arendonk Wezel Neerpelt Beringen Houthalen Hasselt Lommel Aarschot Montegnée Vottem Wandre Melen Verviers Spa                                                               |

### Série D
| #  | Nom                                       | Mat. | Ville           | Stade         | Province | En Prom. depuis    | Total en Prom. | S. précédente          |
| -- | ----------------------------------------- | ---- | --------------- | ------------- | -------- | ------------------ | -------------- | ---------------------- |
| 1  | Union Sportive de Centre                  | 213  | Haine-St-P.     | ??            | Hainaut  | D2 1952-1953 (1re) | 1 saison       | 16e Division 1-Série A |
| 2  | Royal Ixelles Sporting Club               | 42   | Ixelles         | ??            | Brabant  | 1952-1953 (1re)    | 1 saison       | 15e Prom. (D3)-Série B |
| 3  | Royal Cercle Sportif Brainois             | 75   | Braine-l’Alleud | ??            | Brabant  | 1952-1953 (1re)    | 1 saison       | 14e Prom. (D3)-Série A |
| 4  | Koninklijke Willebroekse Sportvereniging  | 85   | Willebroek      | Henry Pickery | Anvers   | 1952-1953 (1re)    | 1 saison       | 5e Prom. (D3)-Série C  |
| 5  | Royal Cercle Sportif Hallois              | 120  | Hal             | ??            | Brabant  | 1952-1953 (1re)    | 1 saison       | 10e Prom. (D3)-Série A |
| 6  | Royal Léopold Club Hornu                  | 129  | Hornu           | ??            | Hainaut  | 1952-1953 (1re)    | 1 saison       | 5e Prom. (D3)-Série A  |
| 7  | Royal Sporting Club Wasmes                | 137  | Wasmes          | ??            | Hainaut  | 1952-1953 (1re)    | 1 saison       | 11e Prom. (D3)-Série A |
| 8  | Voetbalvereniging Edegem Sport            | 377  | Edegem          | ??            | Anvers   | 1952-1953 (1re)    | 1 saison       | 10e Prom. (D3)-Série C |
| 9  | Nielse Sportvereniging                    | 415  | Niel            | ??            | Anvers   | 1952-1953 (1re)    | 1 saison       | 6e Prom. (D3)-Série C  |
| 10 | Voetbalclub Vlug en Vrij Terhagen         | 2645 | Terhagen        | ??            | Anvers   | 1952-1953 (1re)    | 1 saison       | 9e Prom. (D3)-Série C  |
| 11 | Royal Vilvorde Football Club              | 49   | Vilvorde        | ??            | Brabant  | 1952-1953 (1re)    | 1 saison       | Séries inf. Brabant    |
| 12 | Royal Football Club Athois                | 67   | Ath             | ??            | Hainaut  | 1952-1953 (1re)    | 1 saison       | Séries inf. Hainaut    |
| 13 | Koninklijke Boechoutse Voetbalbvereniging | 121  | Boechout        | ??            | Anvers   | 1952-1953 (1re)    | 1 saison       | Séries inf. Anvers     |
| 14 | Royale Union Jemappes                     | 136  | Jemappes        | ??            | Hainaut  | 1952-1953 (1re)    | 1 saison       | Séries inf. Hainaut    |
| 15 | Koninklijke Football Club Duffel          | 284  | Duffel          | ??            | Anvers   | 1952-1953 (1re)    | 1 saison       | Séries inf. Anvers     |
| 16 | Football Club La Rhodienne                | 1274 | Rhode-St-G.     | ??            | Brabant  | 1952-1953 (1re)    | 1 saison       | Séries inf. Brabant    |

### Localisations Série D
| \| Edegem Bouchout Niel Terhagen Willebroek Duffel Vilvorde Ixelles Rhodienne Braine CS Hallois Ath Centre Jemappes Hornu Wasmes \| Localisation des clubs engagés en Promotion D 1952-1953 |
| Edegem Bouchout Niel Terhagen Willebroek Duffel Vilvorde Ixelles Rhodienne Braine CS Hallois Ath Centre Jemappes Hornu Wasmes                                                               |

## Classements finaux
- Le nom des clubs est celui employé à l'époque

Légende
- Clubs champions et promus en Division 3 la saison suivante
- Clubs relégués en Première provinciale la saison suivante

Abréviations
D2 : Clubs relégués de « Division 1 (D2) » depuis la saison précédente
 : Clubs relégués de « Promotion (D3) » depuis la saison précédente 
: Clubs promus des séries inférieures depuis la saison précédente

### Promotion A
| Rang | Équipe                     | Pts | J  | G  | N  | P  | Bp | Bc | Diff |
| ---- | -------------------------- | --- | -- | -- | -- | -- | -- | -- | ---- |
| 1    | R. EXCELSIOR AC ST-NIKLAAS | 42  | 30 | 18 | 6  | 6  | 64 | 38 | +26  |
| 2    | SV Waregem                 | 39  | 30 | 14 | 11 | 5  | 60 | 41 | +19  |
| 3    | K. FC Eeklo                | 38  | 30 | 17 | 4  | 9  | 73 | 50 | +23  |
| 4    | K. RC Lokeren              | 38  | 30 | 17 | 4  | 9  | 69 | 48 | +21  |
| 5    | K. SK Roeselaere           | 37  | 30 | 15 | 7  | 8  | 64 | 55 | +9   |
| 6    | K. FC Roeselaere           | 34  | 30 | 11 | 12 | 7  | 54 | 33 | +21  |
| 7    | K. SK Hoboken              | 32  | 30 | 12 | 8  | 10 | 47 | 54 | -7   |
| 8    | K. SV Oudenaarde           | 32  | 30 | 13 | 6  | 11 | 57 | 51 | +6   |
| 9    | K. Geeraardsbergen SK      | 30  | 30 | 12 | 6  | 12 | 69 | 56 | +13  |
| 10   | K. RC Borgerhout           | 28  | 30 | 12 | 4  | 14 | 51 | 48 | +3   |
| 11   | FC Germinal Ekeren         | 26  | 30 | 10 | 6  | 14 | 53 | 71 | -18  |
| 12   | Stade Mouscronnois         | 21  | 30 | 8  | 5  | 17 | 54 | 75 | -21  |
| 13   | Cappellen FC KM            | 23  | 30 | 8  | 7  | 15 | 48 | 58 | -10  |
| 14   | FAC Meulestede             | 21  | 30 | 10 | 1  | 19 | 33 | 56 | -23  |
| 15   | FC SV Wevelgem             | 18  | 30 | 5  | 8  | 17 | 30 | 64 | -34  |
| 16   | K. Stade Kortrijk          | 17  | 30 | 7  | 3  | 20 | 43 | 71 | -28  |

### Promotion B
| Rang | Équipe                      | Pts | J  | G  | N  | P  | Bp | Bc | Diff |
| ---- | --------------------------- | --- | -- | -- | -- | -- | -- | -- | ---- |
| 1    | R. CS LA FORESTOISE         | 42  | 30 | 18 | 6  | 6  | 88 | 50 | +38  |
| 2    | R. Jeunesse Arlonaise       | 41  | 30 | 18 | 5  | 7  | 77 | 50 | +27  |
| 3    | R. FC Bressoux D2           | 40  | 30 | 17 | 6  | 7  | 70 | 45 | +25  |
| 4    | R. Crossing FC Ganshoren    | 36  | 30 | 15 | 6  | 9  | 74 | 55 | +19  |
| 5    | R. Union Hutoise FC         | 35  | 30 | 14 | 7  | 9  | 54 | 52 | +2   |
| 6    | R. SCUP Jette               | 34  | 30 | 15 | 4  | 11 | 78 | 57 | +21  |
| 7    | R. Fléron FC                | 32  | 30 | 13 | 6  | 11 | 64 | 60 | +4   |
| 8    | CS Libramontois             | 30  | 30 | 12 | 6  | 12 | 66 | 63 | +3   |
| 9    | R. CS Saint-Josse           | 29  | 30 | 11 | 7  | 12 | 62 | 54 | +8   |
| 10   | FC JS Athusienne            | 27  | 30 | 11 | 5  | 14 | 55 | 73 | -18  |
| 11   | R. CS Florennois            | 27  | 30 | 12 | 3  | 15 | 57 | 64 | -7   |
| 12   | Union Basse-Sambre Auvelais | 26  | 30 | 9  | 8  | 13 | 57 | 65 | -8   |
| 13   | R. Léopold CB               | 25  | 30 | 9  | 7  | 14 | 39 | 57 | -18  |
| 14   | R. Ham FC                   | 23  | 30 | 6  | 11 | 13 | 48 | 68 | -20  |
| 15   | Entente Sportive Jamboise   | 19  | 30 | 7  | 5  | 18 | 39 | 75 | -36  |
| 16   | Entente Bertrigeoise        | 14  | 30 | 4  | 6  | 20 | 49 | 89 | -40  |

### Promotion C
| Rang | Équipe                       | Pts | J  | G  | N | P  | Bp | Bc | Diff |
| ---- | ---------------------------- | --- | -- | -- | - | -- | -- | -- | ---- |
| 1    | SRU VERVIERS                 | 46  | 30 | 21 | 4 | 5  | 89 | 42 | +47  |
| 2    | Racing FC Montegnée          | 43  | 30 | 19 | 5 | 6  | 87 | 35 | +52  |
| 3    | Vosselaer VV                 | 41  | 30 | 17 | 7 | 6  | 59 | 34 | +25  |
| 4    | K. Wezel Sport FC            | 35  | 30 | 15 | 5 | 10 | 72 | 63 | +9   |
| 5    | K. Excelsior FC Hasselt      | 34  | 30 | 15 | 4 | 11 | 58 | 50 | +8   |
| 6    | FC Eendracht Houthalen       | 33  | 30 | 13 | 7 | 10 | 63 | 53 | +10  |
| 7    | K. Vereniging Aarschot Sport | 32  | 30 | 13 | 6 | 11 | 57 | 50 | +7   |
| 8    | FC Esperanza Neerpelt        | 28  | 30 | 11 | 6 | 13 | 63 | 54 | +9   |
| 9    | R. RC Vottem                 | 28  | 30 | 13 | 2 | 15 | 66 | 78 | -12  |
| 10   | Lommelse SK                  | 27  | 30 | 11 | 5 | 14 | 54 | 61 | -7   |
| 11   | FC Nijlen                    | 25  | 30 | 9  | 7 | 14 | 44 | 61 | -17  |
| 12   | R. FC Wandre Union           | 25  | 30 | 11 | 3 | 16 | 51 | 78 | -27  |
| 13   | FC Verbroedering Arendonk    | 24  | 30 | 9  | 6 | 15 | 50 | 74 | -24  |
| 14   | K. VV Vigor Beringen         | 24  | 30 | 10 | 4 | 16 | 60 | 70 | -10  |
| 15   | FC Mélen-Micheroux           | 19  | 30 | 7  | 5 | 18 | 35 | 63 | -28  |
| 16   | R. Spa FC                    | 16  | 30 | 5  | 6 | 19 | 35 | 77 | -42  |

### Promotion D
| Rang | Équipe                | Pts | J  | G  | N  | P  | Bp | Bc | Diff |
| ---- | --------------------- | --- | -- | -- | -- | -- | -- | -- | ---- |
| 1    | K. WILLEBROEKSE SV    | 51  | 30 | 22 | 7  | 1  | 91 | 35 | +56  |
| 2    | R. CS Brainois        | 47  | 30 | 19 | 9  | 2  | 62 | 29 | +33  |
| 3    | K. Boechoutse VV      | 36  | 30 | 14 | 8  | 8  | 60 | 54 | +6   |
| 4    | R. Ixelles SC         | 34  | 30 | 13 | 8  | 9  | 50 | 39 | +11  |
| 5    | FC La Rhodienne       | 33  | 30 | 13 | 7  | 10 | 64 | 38 | +26  |
| 6    | R. Union Jemappes     | 31  | 30 | 10 | 11 | 9  | 61 | 57 | +4   |
| 7    | R. FC Athois          | 31  | 30 | 13 | 5  | 12 | 54 | 65 | -11  |
| 8    | R. Vilvorde FC        | 30  | 30 | 11 | 8  | 11 | 51 | 58 | -7   |
| 9    | R. CS Hallois         | 30  | 30 | 12 | 6  | 12 | 48 | 50 | -2   |
| 10   | K. FC Duffel          | 27  | 30 | 11 | 5  | 14 | 38 | 52 | -14  |
| 11   | VC V&V Terhagen       | 27  | 30 | 12 | 3  | 15 | 78 | 68 | +10  |
| 12   | R. Léopold Club Hornu | 27  | 30 | 12 | 3  | 15 | 47 | 51 | -4   |
| 13   | R. SC Wasmes          | 26  | 30 | 9  | 8  | 13 | 41 | 50 | -9   |
| 14   | US du Centre D2       | 23  | 30 | 9  | 5  | 16 | 42 | 45 | -3   |
| 15   | VV Edegem Sport       | 16  | 30 | 6  | 4  | 20 | 26 | 76 | -50  |
| 16   | Nielse SV             | 11  | 30 | 3  | 5  | 22 | 26 | 72 | -46  |

## Récapitulatif de la saison
- Champion A: R. Excelsior AC St-Niklaas (1er titre en Promotion (D4))
- Champion B: R. CS La Forestoise (1er titre en Promotion (D4))
- Champion C: SRU Verviers (1er titre en Promotion (D4))
- Champion D: K. Willebroekse SV (1er titre en Promotion (D4))
- Premier titre de Promotion (D4) pour la Province d'Anvers
- Premier titre de Promotion (D4) pour la Province de Brabant
- Premier titre de Promotion (D4) pour la Province de Flandre orientale
- Premier titre de Promotion (D4) pour la Province de Liège

| Région flamande (31)            | Région flamande (31) | Province de Brabant (11)     | Province de Brabant (11) | Région wallonne (22)   | Région wallonne (22) |
| ------------------------------- | -------------------- | ---------------------------- | ------------------------ | ---------------------- | -------------------- |
| Province d'Anvers               | 14                   | Région de Bruxelles-Capitale | 6                        | Province de Hainaut    | 5                    |
| Province de Flandre-Occidentale | 6                    | Province du Brabant flamand  | 4                        | Province de Liège      | 9                    |
| Province de Flandre-Orientale   | 6                    | Province du Brabant wallon   | 1                        | Province de Luxembourg | 4                    |
| Province de Limbourg            | 5                    |                              |                          | Province de Namur      | 4                    |

1. ↑  Au niveau footballistique, la province de Brabant est toujours unitaire malgré sa partition territoriale en 1995.

### Statistiques
| # | Séries            | Nombre de matches | Nombre de journées | TOTAL de buts | Buts par match | Buts par journées |
| - | ----------------- | ----------------- | ------------------ | ------------- | -------------- | ----------------- |
| 1 | Général Promotion | 960               | 30                 | 3.628         | 3,86           | 120,93            |
| 2 | Série A           | 240               | 30                 | 869           | 3,62           | 28,97             |
| 3 | Série B           | 240               | 30                 | 977           | 4,07           | 32,57             |
| 4 | Série C           | 240               | 30                 | 943           | 3,93           | 31,43             |
| 5 | Série D           | 240               | 30                 | 839           | 3,50           | 27,97             |

### Admission en D3 / Relégation de D3
Les quatre champions montent en Division 3, où ils remplacent les quatre relégués: l'Union Halloise, le FC Helzold, l'AA Louviéroise et Mol Sport.

#### Relégations vers les séries provinciales
12 clubs sont relégués vers le 5e niveau désormais appelé « Première provinciale ».
| Clubs                             |   | Provinces                       |
| --------------------------------- | - | ------------------------------- |
| VV Edegem Sport, Nielse SV        | ⇒ | Province d'Anvers               |
|                                   | ⇒ | Province de Brabant             |
| K. Stade Kortrijk, FC SV Wevelgem | ⇒ | Province de Flandre-Occidentale |
| K. FAC Meulestede                 | ⇒ | Province de Flandre-Orientale   |
| US du Centre                      | ⇒ | Province de Hainaut             |
| FC Melen-Micheroux, R. Spa FC     | ⇒ | Province de Liège               |
| K. VV Vigor Beringen              | ⇒ | Province de Limbourg            |
| Ent. Bertrigeoise                 | ⇒ | Province de Luxembourg          |
| R. Ham FC, Ent. Sp. Jamboise      | ⇒ | Province de Namur               |

#### Montées depuis les séries provinciales
Douze clubs sont admis en « Promotion » (4e niveau) depuis le 5e niveau désormais appelé « Première provinciale ».
| Provinces                       | Montant                                         |
| ------------------------------- | ----------------------------------------------- |
| Province d'Anvers               | FC Nut & Vermaak Grobbendonk, Waaslandia Burcht |
| Province de Brabant             | Everbeur Sport Averbode, K. New Star Tervuren   |
| Province de Flandre-Occidentale | K. SC Menen                                     |
| Province de Flandre-Orientale   | R. AS Renaisienne                               |
| Province de Hainaut             | R. FC Houdinois                                 |
| Province de Liège               | R. Ans FC, R. Albert Club Chèvremontois         |
| Province de Limbourg            | K. VV Looi Sport Tessenderlo                    |
| Province de Luxembourg          | Léopold Club Bastogne                           |
| Province de Namur               | R. CS Andennais                                 |

## Débuts en Promotion
Les soixante-quatre clubs qui fondent cette division prennent tous part pour la première fois au championnat de « Promotion » en tant que 4e niveau.

## Débuts en séries nationales
Quatre clubs jouent leur toute première saison en séries nationales. Ils portent le nombre de cercles à avoir atteint l'échelon national du football belge à 231 clubs différents.
- R. FC Athois est le 25e club hennuyer différent à évoluer en séries nationales.
- FC Club Eendracht Houthalen et FC Esperanza Neerpelt sont les 21e et 22e clubs limbourgeois différents à évoluer en séries nationales.
- Entente Bertrigeoise est le 9e club luxembourgeois différent à évoluer en séries nationales.